# Grammia geneura
Grammia geneura là một loài bướm đêm thuộc phân họ Arctiinae, họ Erebidae.